# Бијела Стијена (тврђава)
Бијела Стијена је бивше средњовјековно утврђење у Славонији у Хрватској, поред села Бијела Стијена, на пола пута између Окучана и Пакраца, на западним обронцима Псуња. 

## Историја
Тврђава је једна од најстаријих средњовјековних градина у Славонији, којој је гравитирало око 50-ак насеља, а било је и познато трговиште. Позната у старим документима и под мађарским именом Ferjerkö. Бијела Стијена се први пут спомиње 1231. године. У средњем вијеку цијело то подручје све до Саве (тзв. Земље Љесница и Рачеша) даровао је краљ Андрија II реду темплара 1210. године. Вјерује се да су они изградили ову тврђаву овалног облика, у коју се улазило с јужне стране преко покретног моста у четвртастој бранич-кули а која је на супротној страни имала још двије овалне куле уклопљене у обрамбене зидове. У непосредној близини се налазила и темпларска опатија јер је све до наших дана у црквеној хијерархији сачуван назив опата Св. Марије де Бела Стена. У 14. и 15. вијеку мијењају се власници града и посједа. Манастир је након темплара припадао ивановцима (приорату вранском). Послије ивановаца посједовали су Бијелу Стијену разни племићи: Тиболдовићи-Земче (до половине 15. вијека), затим Јован Хуњади, српски деспот Вук Гргуровић и његова супруга, деспотица Барбара, Бериславићи и Банфи. Турци су је освојили 1543. Данас постоје само трагови три куле.
Краљ Матија Корвин даровао је 1476. године Бијелу Стијену српском деспоту Змају Огњеном Вуку Грегуровићу, мужу Барбаре Франкопан. Назив Змај Огњени Вук добио је ради своје смионости у борби с Турцима. С Барбаром није имао дјеце, али се о њој особито бринуо и исказивао јој велику њежност и љубав. За случај да га она надживи, хтјео ју је материјално осигурати. Зато јој је, уз претходно краљево допуштење, 3. маја 1482. даровао тврђаву Бијелу Стијену с подручјем Тотушевина гдје је било више од стотину села. Деспотица Барбара, како су је звали за живота њеног мужа, надживила је свога супруга. Након његове смрти (1485.) наставила је живјети на двору у Бијелој Стијени, који је наводно био раскошно уређен. Касније се удала за Фрању Бериславића Грабарског, познатог племића. Када јој се здравствено стање погоршало, мађарски краљ Јанош Корвин, боравећи у Загребу, 24. фебруара 1504. пренио је на Барбару, законито право на све посједе које је раније уживао њен први муж. Међу њима је била и Бијела Стијена. Постоји архивска грађа гдје се спомињу Барбарина писма с Бијеле Стијене, њезина оставштина, реликвијар који је поклонила трсатској Госпи око 1505. године. Дио своје оставштине намијенила је својој рођаки, која је била удата за Иваниша Корвина.
Крај око Бијеле Стијене Турци су опустошили, а Гази Хусрев-бег је 1530 из тог краја одвео више од 10.000 заробљеника. Војска Муратбега и Улама-паше заузела је Бијелу Стијену 1543. скоро без борбе. У 16. и 17. вијеку, тврђава је била јако турско упориште са 170 војника, а постојала је и џамија. Славонски хајдуци, браћа Марко и Мато Лапсановић, освојили су је накратко 1600., а тек 1685. године банска војска осваја град захваљујући јунаштву хајдука Фрање Илинића. Он се прије напада увукао у град, турском бегу одјекао главу и објесио је на зидине града. Уплашени Турци напустили су Бијелу Стијену и повукли се преко Саве.
Због недостатка војника утврду је 1688. разрушио генерал Аенеа Цапрара. Од тада утврда остаје напуштена и данас су видљиве само рушевине некада величанствене утврде. На локалитету се од 2011. проводе конзерваторско – археолошка истраживања. 
О панагијару српске деспотице Барбаре, са натписима ћирилицом, је писао историчар умјетности Бранислав Цветковић , а на ту тему је објавио и књигу Трсатски реликвијар 2020. године. При двору је постојао искусни златар који је заслужан за стварање реликвијара.  Фрањо Главинић Барбару спомиње као деспотицу и принцезу рашку (лат. L' Anno 1570. Barbara Desputouizza Prencipessa di Rassia.) 